# جاكوب زوما
جاكوب جيديلييليكزا زوما (بالإنجليزية: Jacob Gedleyihlekisa Zuma)‏ (12 أبريل 1942 -)، رئيس جنوب أفريقيا من 9 مايو 2009 حتى استقالته في 14 فبراير 2018، ورئيس حزب المؤتمر الوطني الأفريقي الحاكم. كثيراً ما يشار إليه بالأحرف الأولى JZ. هو شخصية ذات شعبية هائلة خاصة وسط الفقراء الذين يشكلون الأغلبية الساحقة. كان نائباً لرئيس جنوب أفريقيا ونائباً لرئيس الحزب ثابو مبيكي منذ عام 1997، وبعد نجاحه في السيطرة على المنصب الأعلى في الحزب أصبح ينظر إليه على أنه رئيس البلاد المقبل.
ولد في عشيرة موشولوزي في ما يعرف الآن بإقليم كوازولو ناتال. لم يتلق في طفولته تعليماً مدرسياً رسمياً، وشهد في صباه الباكر وفاة والده الذي كان يعمل شرطياً. بدأ يهتم بالسياسة في سن مبكرة، وانخرط في صفوف المؤتمر الوطني الأفريقي.
عمل زوما كنائب لرئيس جنوب إفريقيا من 1999 إلى 2005، لكن الرئيس ثابو مبيكي أقاله في عام 2005 بعد أن أدين المستشار المالي لزوما، شابير شيخ، بالرشوة. تم انتخاب زوما رئيسًا للمؤتمر الوطني الأفريقي (ANC) في 18 ديسمبر 2007 بعد هزيمة مبيكي في مؤتمر حزب المؤتمر الوطني الأفريقي في بولوكواني. في 20 سبتمبر 2008، أعلن مبيكي استقالته بعد استدعائه من قبل اللجنة التنفيذية الوطنية لحزب المؤتمر الوطني الأفريقي. جاء سحب الثقة بعد أن حكم قاضي المحكمة العليا في جنوب إفريقيا كريستوفر نيكلسون أن مبيكي تدخل بشكل غير لائق في عمليات هيئة الادعاء الوطنية، بما في ذلك محاكمة جاكوب زوما بتهمة الفساد.
قاد زوما حزب المؤتمر الوطني الأفريقي للفوز في الانتخابات العامة لعام 2009 وانتخب رئيسًا لجنوب إفريقيا. أعيد انتخابه كزعيم لحزب المؤتمر الوطني الأفريقي في مؤتمر حزب المؤتمر الوطني الأفريقي في مانجونج في 18 ديسمبر 2012، وهزم منافسه كجاليما موتلانثي بأغلبية كبيرة، وظل رئيسًا لجنوب إفريقيا بعد الانتخابات العامة لعام 2014، على الرغم من أن حزبه عانى من تراجع في الدعم، ويرجع ذلك جزئيًا إلى الاستياء المتزايد من زوما كرئيس. في 18 ديسمبر 2017، تم انتخاب سيريل رامافوزا خلفًا لزوما كرئيس لحزب المؤتمر الوطني الأفريقي في مؤتمر حزب المؤتمر الوطني الأفريقي في ناسريك، جوهانسبرج. وشهدت الأشهر اللاحقة ضغوطًا متزايدة على زوما للاستقالة من منصب رئيس جنوب إفريقيا، وبلغت ذروتها في «استدعاء» حزب المؤتمر الوطني الأفريقي له كرئيس لجنوب إفريقيا. في مواجهة اقتراح بحجب الثقة عن البرلمان، أعلن زوما استقالته في 14 فبراير 2018 وخلفه رامافوزا في اليوم التالي.
واجه زوما تحديات قانونية كبيرة قبل وأثناء وبعد رئاسته. تم اتهامه بالاغتصاب [الإنجليزية] في عام 2005، لكن تمت تبرئته. وخاض معركة قانونية طويلة بشأن مزاعم الابتزاز والفساد، نتيجة إدانة مستشاره المالي شابير شيخ بالفساد والاحتيال. في 6 أبريل 2009، أسقط الجيش الشعبي الجديد التهم الموجهة إلى زوما، مشيرًا إلى التدخل السياسي، على الرغم من نجاح أحزاب المعارضة في الطعن في القرار. بعد ترقيات واسعة ممولة من الدولة لمنزله الريفي في نكاندلا [الإنجليزية]، وجد المدافع العام [الإنجليزية] أن زوما قد استفاد بشكل غير لائق من النفقات، وعقدت المحكمة الدستورية [الإنجليزية] بالإجماع في عام 2016 المناضلون من أجل الحرية الاقتصادية ضد رئيس مجلس الأمة [الإنجليزية] أن زوما فشل في دعم دستور البلاد، مما أدى إلى دعوات لاستقالته ومحاولة عزل فاشلة في الجمعية الوطنية. تشير التقديرات إلى أن رئاسة زوما كلفت اقتصاد جنوب إفريقيا تريليون راند (حوالي 83 مليار دولار أمريكي). كما تورط في تقارير عن الاستيلاء على الدولة من خلال صداقته مع عائلة جوبتا ذات النفوذ. لقد نجا من المحاولات المتعددة بحجب الثقة، سواء في البرلمان أو داخل حزب المؤتمر الوطني الأفريقي.
منذ عام 2018، كانت لجنة زوندو التي أنشأها زوما تحقق في الفساد والاحتيال في الحكومة، وتم استدعاء زوما نفسه للإدلاء بشهادته أمام اللجنة. ولم يعد إلى التحقيق منذ انسحابه في اليوم الرابع من شهادته في يوليو 2019. في مسألة قانونية منفصلة، في عام 2018، أيدت المحكمة العليا في جنوب إفريقيا [الإنجليزية] قرارًا بإعادة النظر في اتهامات عام 2009 بالفساد ضد زوما فيما يتعلق بصفقة أسلحة بقيمة 5 مليارات دولار (3 مليارات جنيه إسترليني) من التسعينيات. يواجه 16 تهمة بالفساد والابتزاز والاحتيال وغسيل الأموال، حيث قبل ما مجموعه 783 دفعة غير قانونية. دافع زوما بأنهُ غير مذنب في مايو 2021. في 29 يونيو 2021، أصبح أول رئيس جنوب أفريقي منذ نهاية حكم الأقلية البيضاء في عام 1994 يحكم عليه بالسجن. أصدرت المحكمة الدستورية حكماً بالسجن لمدة 15 شهراً بتهمة ازدراء المحكمة بعد أن تحدى زوما أمر محكمة سابق بالعودة والإدلاء بشهادته أمام لجنة زوندو.

## حياته العائلية
تزوج جاكوب زوما ثلاث نساء، أولاهن سيزيكيلي التي تعيش الآن في منزله في نكاندلا بإقليم كوازولو ناتال، وثانيتهن نكوزازانا دلاميني ـ زوما وهي حالياً وزيرة الخارجية في جنوب أفريقيا، وله منها أربعة أبناء، وتطلقا عام 1998. أما زوجته الثالثة فهي كيت التي أنجبت له خمسة أبناء.
وأثار زوما جدلاً كبيراً بإقراره بعلاقاته المتعددة بنساء أخريات، إذ يقال أنه تزوج ثلاثاً منهن سراً، وأقام علاقات مع أخريات سراً خارج مؤسسة الزواج. وقيل أيضاً أنه أقر بأبوته لثمانية عشر وليداً منهن. الثابت أنه دافع عن تعدد زوجاته وأبنائه بالقول أنه لا يختلف عن بقية الساسة في شيء وكان يقول: «هم يخبئون ما لديهم، وأنا أعلنه على الملأ».
وفي عام 2008 إتخذ جاكوب زوجة رابعة في حفل تقليدي أقيم في مسقط رأسه في منطقة كوازولو-ناتال، وحضر حوالي 500 مدعو الحفل الذي أقيم في قرية نكاندلا بمناسبة زواجه من نومبوميليلو نتولي (33 عاما) أم ابنيه الصغيرين.

## محاكمته
في عام 2006 برأته المحكمة العليا في جوهانسبورغ من تهمة اغتصاب امرأة تبلغ من العمر 31 سنة وتحمل فيروس الإيدز. وفي خضمّ الدفاع عن نفسه، أشار زوما إلى أنّ العلاقة الجنسية جرت برضى متبادل وادّعى أنّ المرأة أغوته من خلال ارتدائها تنورة قصيرة وجلوسها بطريقة مثيرة.
وفي عام 2007 أعلنت سلطة الإدعاء الوطني في جنوب أفريقيا أن لديها أدلة كافية لتوجيه تهمة الفساد له على خلفية صفقة أسلحة تابعة للدولة، وفي حالة إدانته، فإن نائب الرئيس الجديد للحزب كجاليما موتلانتي البالغ من العمر 59 عاماً سيحل محله كمرشح للحزب في انتخابات الرئاسة المزمع إجراؤها في 2009.

### اضطرابات جنوب أفريقيا
وقعت سلسلة من أعمال الشغب والاحتجاجات المستمرة في مقاطعتي كوازولو ناتال وخاوتينغ بجنوب أفريقيا والتي بدأت في كوازولو ناتال مساء يوم الجمعة، 9 يوليو 2021. ثم امتدت الاضطرابات إلى خاوتينغ مساء 11 يوليو 2021. بدأت أعمال الشغب احتجاجًا على اعتقال وسجن رئيس جنوب أفريقيا السابق جاكوب زوما، الذي احتُجز بعد رفض الإدلاء بشهادته في لجنة زوندو، وهو تحقيق مدعوم من الدولة بدأته حكومته للتحقيق في مزاعم الفساد خلال فترة ولايته رئيس من 2009 إلى 2018. بدأت أعمال الشغب كاحتجاجات من قبل أنصاره في كوازولو ناتال قبل أن تتصاعد إلى أعمال نهب وعنف على نطاق واسع في جميع أنحاء كوازولو ناتال وخاوتينغ. سُجن زوما بتهمة ازدراء حكم القضاء من قبل المحكمة الدستورية لجنوب أفريقيا، حيث سلّم زوما نفسه إلى سلطات السجون، تنفيذًا لحكم بالسجن لمدّة 15 شهرا صدر بحقّه، واحتفظت المحكمة الدستورية في 12 يوليو 2021 بالحكم، ورفضت طلب زوما لإلغاء عقوبته. وتسببت هذه الاضطرابات بمقتل 72 شخصًا، واعتقال 1234 شخصًا.

## مبيكي وزوما
في عام 1992 انتخب نائباً للأمين العام للمؤتمر. وفي يناير رشحه الحزب لخوض الانتخابات لاختيار رئيس الوزراء الإقليمي في كوازولو ناتال. وبعد الانتخابات العامة في ذلك العام وهي الأولى التي يشارك فيها السود بعد سقوط نظام الأبارتيد عين عضواً في اللجنة التنفيذية للشؤون الاقتصادية والسياحة في حكومة كوازولو ناتال بعد أن أفسح المجال لتولي ثابو مبيكي منصب نائب الرئيس نيلسون مانديلا.
وفي ديسمبر 1994 انتخب رئيساً للمؤتمر الوطني على المستوى القومي والإقليمي في كوازولو ناتال. وفي ديسمبر 1997 انتخب نائباً لرئيس المؤتمر الوطني الأفريقي ثم عين في يونيو 1999 نائباً لرئيس جنوب أفريقيا ثابو مبيكي. وكان يعتبر على نطاق واسع خليفته بلا منافس. وخلال هذه الفترة عمل أيضاً في أوغندا مع الرئيس يوري موسفني على تسهيل عملية السلام في بوروندي.
سعى أعضاء حزب المؤتمر الوطني الأفريقي خلال مؤتمرهم الحزبي عام 2007 إلى التغيير وتمثل ذلك في خروج الرئيس ثابو مبيكي وانتخابه بدلاً منه وهو الذي كان مبيكي قد اقاله في عام 2005 للاشتباه في تورطه في الفساد.

## روابط خارجية
- جاكوب زوما على موقع IMDb (الإنجليزية)
- جاكوب زوما على موقع الموسوعة البريطانية (الإنجليزية)
- جاكوب زوما على موقع مونزينجر (الألمانية)
- جاكوب زوما على موقع إن إن دي بي (الإنجليزية)